# セイファー
セイファー (Safer)(正式な発音はサファー "saffer"  [ˈsæfər]) は、イエメン西部の都市フダイダ沖の紅海に存在する浮体式貯蔵積出設備 (FSO)。前身は石油タンカーであった。

## 船歴
エクソン傘下のエッソ・タンカーズ社によって発注され、日立造船有明工場にてエッソ・ジャパン (Esso Japan)の船名で1976年5月に竣工。竣工時のサイズは全長362.0m、型幅70.0mで、総トン数は192,679トン、載貨重量トン数は406,640トンであり、動力源は蒸気タービンで速力は15.5ノットであり、およそ300万バレルの石油を積載可能とされていた。
1986年にイエメンの国営石油企業に売却。売却直後は引き続きタンカーとして使用されていたが、翌1987年には現在の船名に改名されるとともに自力航行不能な貯蔵船へと改造され、1988年には現在のイエメン西部の都市フダイダ沖およそ4マイルの北緯15度7分9.1秒 東経42度35分40.2秒 / 北緯15.119194度 東経42.594500度の地点に係留された。貯蔵設備となった本船の船体はパイプラインにておよそ400km先の内陸の都市マアリブの油田と接続され、内陸部で産出した原油を貯蔵しこれを輸送するタンカーへと積み出すFSOとして機能していた。FSOになって以降の本船を含む設備は、地元企業のSafer Exploration and Production Co. 社によって管理されていた。

## 船体の老朽化・環境破壊の懸念
2015年3月、同年に勃発したイエメン内戦の結果、セイファーが係留されている地点付近の海岸線を反政府武装勢力フーシ派が制圧。これに伴って、本船を含む施設もフーシ派の手に渡った。その後、本船をはじめとする石油備蓄施設は内戦の激化に伴って石油輸出がストップした結果、今日に至るまでメンテナンスされることなく放置されたことによって著しく老朽化が進展しており、国際連合やグリーンピースなどの団体から本船の老朽化によってもたらされる周辺環境への被害を懸念する意見が上がっている。
現在、本船はエンジンを作動していない状態で放置されており、船内には推定110万バレルの原油が貯蔵されている状態にあり、この量は1989年3月24日に発生したエクソンバルディーズ号原油流出事故で流出した原油の量の4倍以上に相当する。このため、本来は船内で不活化ガスを精製し貯蔵タンクに送ることで食い止められる原油から発生する揮発性のガスの滞留を食い止めることができておらず、国連の担当者は本船が「壊滅的な爆発」を引き起こす可能性を指摘している。また、船体に亀裂が入ることによって原油が直接紅海に流出すれば周辺海域に大打撃が及び、流出した原油はスエズ運河やホルムズ海峡に至る可能性も指摘されている。2020年には海水が船内に漏れたことが原因で機関室が浸水し、船内の消火システムが作動しなくなる事態も発生している。
現地を事実上勢力下に置いているフーシ派は国連に対し本船の点検整備を要求しているが、イエメンの現政権の後ろ盾となっているサウジアラビアやアラブ首長国連邦などの国々が国連調査団の本船への立ち入りを妨害しているとして、かつては調査団の立ち入りを拒否していた。2020年7月になってフーシ派が調査団の派遣に同意し、11月には国連とフーシ派の間でタンカーの安全を確保するための合意が交わされたが、その後も調査団が本船に立ち入ることができない状況に置かれた。背景には、およそ4000万USドル相当に換算される船内に残された原油の権利を確保したいフーシ派の思惑があると指摘されている。
2023年3月18日、国際連合開発計画(UNDP)はタンカーを船舶解体所へ曳航する準備のため、110万バレルの原油を抜き取って代替船へ移す計画を発表。そのために、2008年建造の中古VLCC”NAUTICA"を5500万USドルで購入しFSO "YEMEN"に改造する。またオランダの大手マリコン、Boskalis社とSMIT社と契約。2023年5月に現場海域に専門家を派遣した。
2023年4月9日、中国船山地区よりFSOに改造されたYEMENが出航。
2023年5月29日、Boskalis社の多目的支援船"NDEAVOR"がジブチより出航、同5月30日にFSO SAFERへ到着、同6月9日にNDEAVORをSAFERへ横づけ、6月27日に船体検査と原油輸送準備が完了した。
2023年7月25日、SAFERに横づけしたYEMENに対して、原油の移送を開始。同8月11日にすべての原油を移送。同8月29日にタンク洗浄が完了した。
今後、SAFERは船舶解体所にて解体され、YEMENは原油売却に関する法的問題が解決するまで同じ位置にて係留される予定となっている。